# Governatori generali delle Figi
I governatori generali delle Figi furono i rappresentanti del sovrano inglese durante gli anni 1970–1987, ovvero durante il periodo in cui le isole Figi erano un Dominion dell'Impero britannico.

## Lista
| Governatore generale | Dal              | Al               | Sovrano       |
| -------------------- | ---------------- | ---------------- | ------------- |
| Robert Sidney Foster | 10 ottobre 1970  | 13 gennaio 1973  | Elisabetta II |
| George Cakobau       | 13 gennaio 1973  | 12 febbraio 1983 | Elisabetta II |
| Penaia Ganilau       | 12 febbraio 1983 | 6 ottobre 1987   | Elisabetta II |